# Åbyvägen

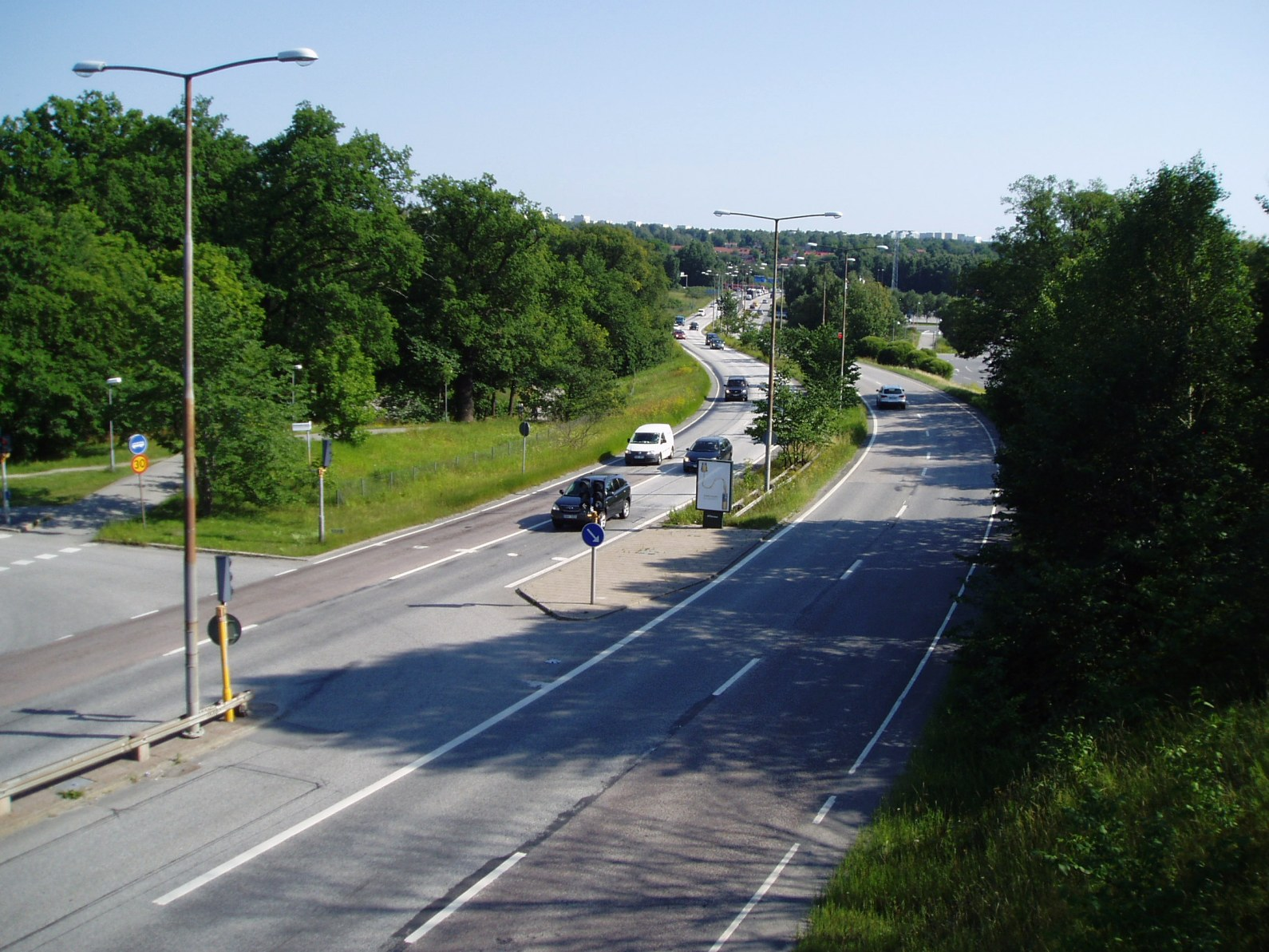
Åbyvägen vid Stockholmsmässan.

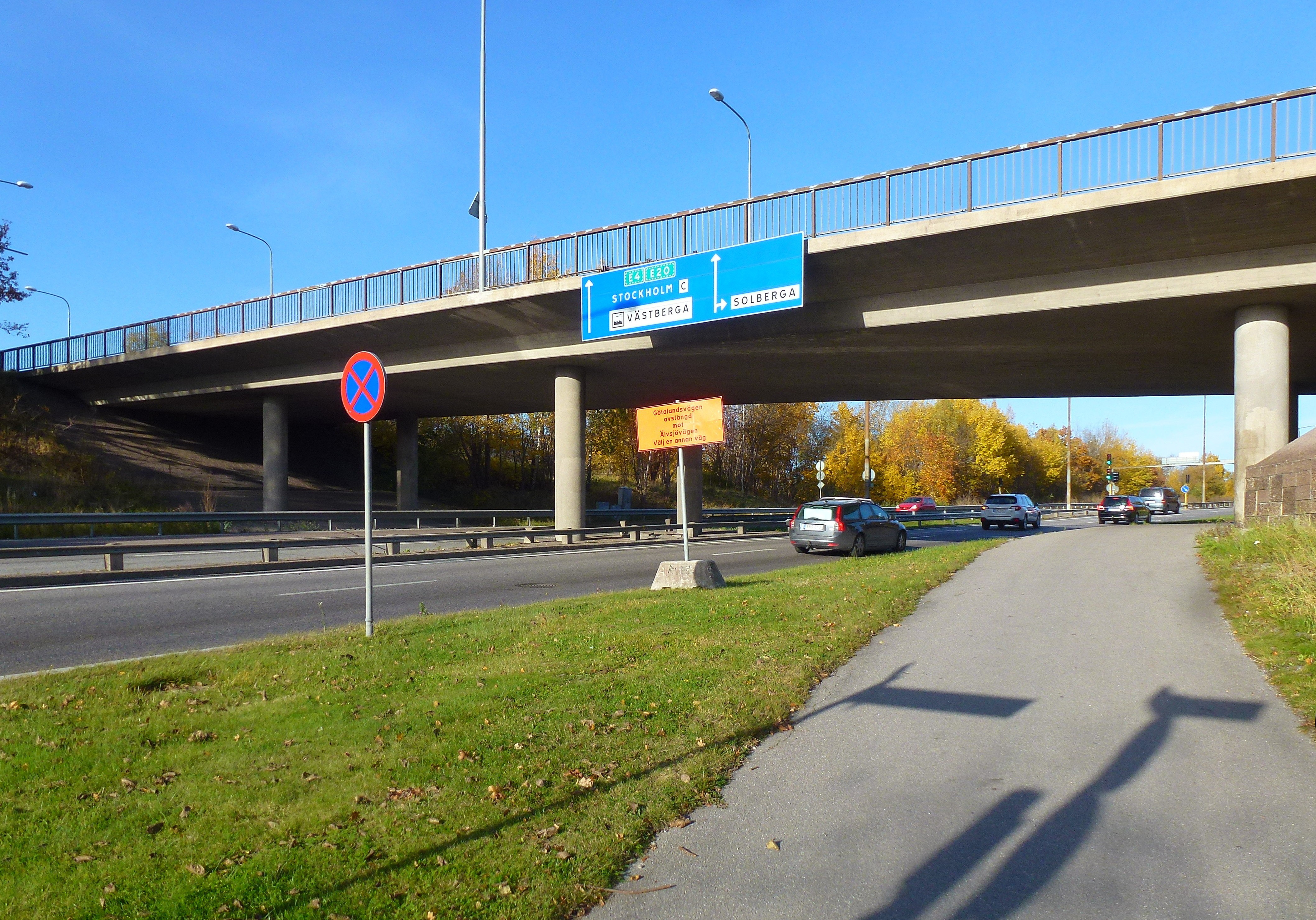
Götalandsvägsviadukten över Åbyvägen.

Åbyvägen i södra Stockholms kommun är en viktig länk mellan länsväg 226 och Södra länken. Det är en fyrfilig väg med trafikljusreglerade korsningar. Hastighetsbegränsningen är 70 km/h utom i Östberga där 50 km/h gäller. En del av vägen har tidigare haft namnet Fabian Wredes Väg. I en stadsplan från 1960 kallades den även Brännkyrkaleden (se Salemsleden).
Åbyvägen har fått sitt namn efter byn Åby, som låg mellan Brunnby och Ersta gård. Byn tros ha funnits redan under vikingatiden och som ägde bestånd fram till 1500-talets början.
Åbyvägen börjar i Örby Slott vid Stockholmsmässan i en trafikljusreglerad korsning med länsväg 226. Alldeles efter korsningen finns en infart till Stockholmsmässans område. I höjd med Brännkyrka kyrka finns en trafikljusreglerad korsning enbart för busstrafik mot Örby. Åbyvägen går under Götalandsviadukten och har sedan anslutning med denna. Åbyvägen fortsätter sedan parallellt med Västra stambanans fyrspår som ses gå i en sänka till vänster om Åbyvägen. Nästra trafikljusreglerade korsning sker i Liseberg med Västberga allé som är en alternativ anslutning till E4/E20 norrut. Strax efter korsningen korsar Västberga Allé vägen på en viadukt. Sedan går det vägen in i Östberga och partihandlarområdet. Först korsas en trafikljusreglerad korsning till Brunnbyvägen i Årsta partihallar. Sedan är det 50km/h efter att ha varit 70-väg. Bostadsområdet Östbergahöjden ses uppe till höger. Korsningen med Ersta gårdsväg kommer härnäst som bland annat leder till bostadsområdena i Östberga men även Årstafältet och Huddingevägen samt Sockenvägen. Efter det ses Martin Olssons stora huvudkontor till höger om Åbyvägen. Sedan kommer sista trafikljusreglerade korsningen med Partihandlarvägen innan Åbyvägen upphör i Åbymotet som ansluter till Södra länken samt Årstalänken. Vägen fortsätter åt nordväst men har då bytt namn till Årstabergsvägen.

## Trafikplatser och anslutningar
|  | Nr | Namn                   | Skyltning                                                       |
|  | -- | ---------------------- | --------------------------------------------------------------- |
|  |    | Åbyrondellen           | Riksväg 75 Södra Länken, Värmdöleden Länsväg 222, E4/E20, Årsta |
|  |    | Partihandlarvägen      | Årsta partihallar                                               |
|  |    | Ersta gårdsväg         | Östberga                                                        |
|  |    | Brunnbyvägen           | Årsta partihallar                                               |
|  |    | Västberga Allé         | Västberga industriområde, Liseberg, Stockholm                   |
|  |    | Götalandsvägsviadukten | Älvsjö, Solberga                                                |
|  |    | Stockholmsmässan       | Stockholmsmässan                                                |
|  |    | Åbykorset              | Länsväg 226 Huddingevägen, Örby, Huddinge, Farsta               |